# Giải Mâm xôi vàng lần thứ 32
Lễ trao giải Mâm xôi vàng lần thứ 32 được tổ chức nhằm ngày 1 tháng 4 năm 2012 tại Magicopolis, Santa Monica, California để trao giải cho những bộ phim tồi nhất trong năm 2011. Các đề cử cho mùa giải lần này được công bố vào ngày 25 tháng 2 năm 2012. Với ý định tổ chức lễ trao giải này vào đúng dịp ngày Cá tháng Tư, các nhà tổ chức dời lại lễ công bố đề cử và lễ trao giải mùa giải này thêm nhiều tuần lễ, phá vỡ thông tục tổ chức trước giải Giải thưởng của Viện Hàn Lâm một ngày như hàng năm. Dù vậy đêm công bố đề cử vẫn được tổ chức ngay trước đêm trao giải Oscar một đêm.
Adam Sandler trong mùa giải này nhận được đến 6 đề cử cá nhân và nâng tổng đề cử cho những bộ phim mà anh từng liên quan đến lên con số 23.
Cuộc bầu chọn cho giải thưởng dành cho "Dàn làm phim tồi nhất" được mở ra với lượng bầu chọn trên mạng và dựa trên trang web Rotten Tomatoes. Có tổng cộng 35,117 lá phiếu đã được đếm. Đây cũng là năm duy nhất trong lịch sử giải có một bộ phim đã giành chiến thắng ở toàn bộ các hạng mục đề cử.
Jack and Jill nhận được 12 đề cử (bao gồm hai lần đề cử trong hai hạng mục Nam diễn viên phụ tồi nhất và Nữ diễn viên phụ tồi nhất) và thắng hết tất cả 10 hạng mục được đề cử. Đánh bật kỉ lục giành nhiều giải nhất của Battlefield Earth trước đây với 9 giải và đánh bại cả danh hiệu giành nhiều giải nhất trong một mùa giải mà I Know Who Killed Me từng nắm giữ.

## Các giải thưởng và đề cử
| Hạng mục                     | Nội dung đề cử |
| ---------------------------- | --- |
| Phim dở nhất                 | Jack and Jill (Columbia) |
| Phim dở nhất                 | Bucky Larson: Born to Be a Star (Columbia) |
| Phim dở nhất                 | New Year's Eve (Warner Bros. / New Line Cinema) |
| Phim dở nhất                 | Transformers: Dark of the Moon (Paramount) |
| Phim dở nhất                 | The Twilight Saga: Breaking Dawn – Part 1 (Summit Entertainment)                                                                                   |
| Diễn viên nam chính tồi nhất | Adam Sandler trong Jack and Jill (trong vai Jack) và Just Go with It                                                                               |
| Diễn viên nam chính tồi nhất | Russell Brand trong Arthur |
| Diễn viên nam chính tồi nhất | Nicolas Cage trong Drive Angry, Season of the Witch và Trespass                                                                                    |
| Diễn viên nam chính tồi nhất | Taylor Lautner trong Abduction và The Twilight Saga: Breaking Dawn – Part 1                                                                        |
| Diễn viên nam chính tồi nhất | Nick Swardson trong Bucky Larson: Born to Be a Star                                                                                                |
| Diễn viên nữ chính tồi nhất  | Adam Sandler (trong vai Jill) trong Jack and Jill                                                                                                  |
| Diễn viên nữ chính tồi nhất  | Martin Lawrence (trong vai Big Momma) trong Big Mommas: Like Father, Like Son                                                                      |
| Diễn viên nữ chính tồi nhất  | Sarah Palin (trong vai chính cô) trong The Undefeated                                                                                              |
| Diễn viên nữ chính tồi nhất  | Sarah Jessica Parker trong I Don't Know How She Does It và New Year’s Eve                                                                          |
| Diễn viên nữ chính tồi nhất  | Kristen Stewart trong The Twilight Saga: Breaking Dawn – Part 1                                                                                    |
| Nam diễn viên phụ tồi nhất   | Al Pacino (trong vai chính anh) trong Jack and Jill                                                                                                |
| Nam diễn viên phụ tồi nhất   | Patrick Dempsey trong Transformers: Dark of the Moon                                                                                               |
| Nam diễn viên phụ tồi nhất   | James Franco trong Your Highness |
| Nam diễn viên phụ tồi nhất   | Ken Jeong trong Big Mommas: Like Father, Like Son, The Hangover Part II, Transformers: Dark of the Moon, và Zookeeper                              |
| Nam diễn viên phụ tồi nhất   | Nick Swardson trong Jack and Jill và Just Go with It                                                                                               |
| Nữ diễn viên phụ tồi nhất    | David Spade (trong vai Monica) trong Jack and Jill                                                                                                 |
| Nữ diễn viên phụ tồi nhất    | Katie Holmes trong Jack and Jill |
| Nữ diễn viên phụ tồi nhất    | The Underwear Model (Rosie Huntington-Whiteley) trong Transformers: Dark of the Moon                                                               |
| Nữ diễn viên phụ tồi nhất    | Brandon T. Jackson (trong vai Charmaine) trong Big Mommas: Like Father, Like Son                                                                   |
| Nữ diễn viên phụ tồi nhất    | Nicole Kidman trong Just Go with It |
| Cặp vai diễn tồi nhất        | Adam Sandler và Katie Holmes, Al Pacino, hoặc Adam Sandler trong Jack and Jill                                                                     |
| Cặp vai diễn tồi nhất        | Nicolas Cage cùng với bất kì ai đóng chung với anh trong ba bộ phim phát hành vào năm 2011 bao gồm (Drive Angry, Season of the Witch and Trespass) |
| Cặp vai diễn tồi nhất        | Shia LaBeouf và Người mẫu đồ lót (Rosie Huntington-Whiteley)- Transformers: Dark of the Moon                                                       |
| Cặp vai diễn tồi nhất        | Adam Sandler và Jennifer Aniston hoặc Brooklyn Decker - Just Go with It                                                                            |
| Cặp vai diễn tồi nhất        | Kristen Stewart và Taylor Lautner hoặc Robert Pattinson - The Twilight Saga: Breaking Dawn – Part 1                                                |
| Phim làm lại dở nhất         | Jack and Jill (Làm lại từ Glen or Glenda) |
| Phim làm lại dở nhất         | Arthur (Warner Bros.) |
| Phim làm lại dở nhất         | Bucky Larson: Born to Be a Star (Làm lại từ Boogie Nights và A Star Is Born)                                                                       |
| Phim làm lại dở nhất         | The Hangover Part II (Warner Bros.) |
| Phim làm lại dở nhất         | The Twilight Saga: Breaking Dawn – Part 1 |
| Đạo diễn tồi nhất            | Dennis Dugan cho Jack and Jill và Just Go with It                                                                                                  |
| Đạo diễn tồi nhất            | Michael Bay cho Transformers: Dark of the Moon |
| Đạo diễn tồi nhất            | Tom Brady cho Bucky Larson: Born to Be a Star |
| Đạo diễn tồi nhất            | Bill Condon cho The Twilight Saga: Breaking Dawn – Part 1                                                                                          |
| Đạo diễn tồi nhất            | Garry Marshall cho New Year's Eve |
| Kịch bản tồi nhất            | Jack and Jill (kịch bản viết bởi Adam Sandler và Steve Koren, cốt truyện bởi Ben Zook)                                                             |
| Kịch bản tồi nhất            | Bucky Larson: Born to Be a Star (kịch bản viết bởi Adam Sandler, Allen Covert và Nick Swardson)                                                    |
| Kịch bản tồi nhất            | New Year's Eve (kịch bản viết bởi Katherine Fugate)                                                                                                |
| Kịch bản tồi nhất            | Transformers: Dark of the Moon (kịch bản viết bởi Ehren Kruger)                                                                                    |
| Kịch bản tồi nhất            | The Twilight Saga: Breaking Dawn – Part 1 (kịch bản viết bởi Melissa Rosenberg, dựa trên tiểu thuyết của Stephenie Meyer)                          |
| Dàn làm phim tồi nhất        | Dàn làm phim Jack and Jill |
| Dàn làm phim tồi nhất        | Dàn làm phim Bucky Larson: Born to Be a Star |
| Dàn làm phim tồi nhất        | Dàn làm phim New Year's Eve |
| Dàn làm phim tồi nhất        | Dàn làm phim Transformers: Dark of the Moon |
| Dàn làm phim tồi nhất        | Dàn làm phim The Twilight Saga: Breaking Dawn – Part 1                                                                                             |